# Улитовка
Ули́товка — село в Уссурийском городском округе Приморского края. Входит в состав Пуциловской территории.

## География
Село Улитовка стоит на реке Суглинка левом притоке реки Борисовка.
Село Улитовка расположено к западу от Уссурийска, расстояние по прямой около 22 км.
Дорога к селу Улитовка идёт на север от автотрассы «Борисовка — Алексей-Никольское». Расстояние до Борисовки около 14 км, до Уссурийска около 29 км.
От Улитовки на север идёт дорога к селу Заречное Октябрьского района.

## История
До 1972 года село называлось Улитиха (или Улитихэ).

## Население
| 2002 | 2010 |
| ---- | ---- |
| 287  | ↘251 |

## Улицы
| - ул. Молодёжная, - ул. Новая, - ул. Первомайская, - пер. Первый, | - ул. Строительная, - ул. Центральная, - пер. Центральный. |

## Экономика
Сельскохозяйственные предприятия Уссурийского городского округа.